# Barbara Namysłowska-Wilczyńska
Barbara Maria Namysłowska-Wilczyńska (ur. 1947 r.) – polska geolożka. Absolwentka Uniwersytetu Wrocławskiego. Od 2009 r. profesor na Wydziale Budownictwa Lądowego i Wodnego Politechniki Wrocławskiej.